# Neurigona terminalis
Neurigona terminalis är en tvåvingeart som beskrevs av Van Duzee 1924. Neurigona terminalis ingår i släktet Neurigona och familjen styltflugor. Inga underarter finns listade i Catalogue of Life.